# واژه‌نامه داده

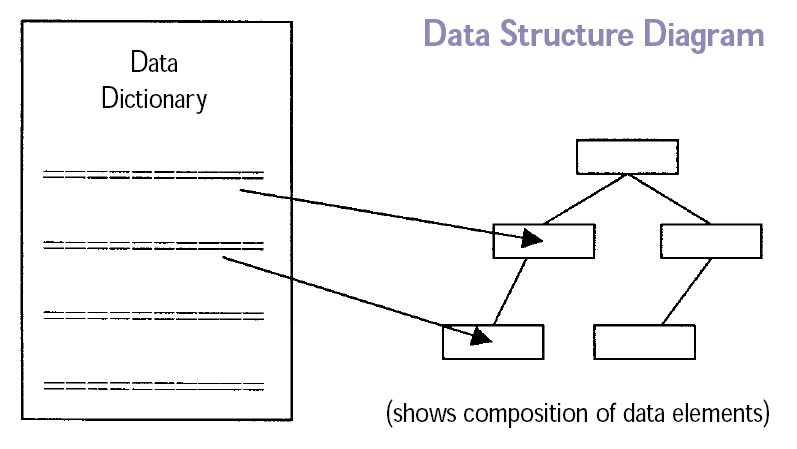
نمودار ساختار داده

واژه‌نامه داده (به انگلیسی: Data dictionary) در برخی از سیستم‌های نرم‌افزاری، مجموعه‌ای از فراداده است که تعریفات و نمایش عوامل اصلی داده‌ها را در بر می‌گیرد.